# Beni Ikhlef
Beni Ikhlef est une commune de la wilaya de Béni Abbès en Algérie.

## Géographie

### Situation
La commune de Beni Ikhlef est située au sud-est de la wilaya de Béchar. Son chef-lieu est situé à 306 km au sud de Béchar.
|          | El Ouata    |        |
| El Ouata | Beni Ikhlef | Kerzaz |
|          | Kerzaz      |        |

### Localités de la commune
Lors du découpage administratif de 1984, la commune de Beni Ikhlef est constituée de deux localités : Beni Ikhlef et Guerzim.

### Transports
La commune de Beni Ikhlef est traversée par la route nationale 6 (RN 6), dite « route des Oasis », qui relie la ville de Sig, située au nord-ouest de l'Algérie, à la ville de Timiaouine, située à l’extrême sud de l'Algérie à la frontière avec le Mali, via Béchar et Adrar.